# Distretto di Huaxi
Il distretto di Huaxi (花溪区S, Huāxī QūP) è un distretto della Cina, situato nella provincia del Guizhou e amministrato dalla prefettura di Guiyang.